# Offensee und angrenzendes Verlandungsmoor
Offensee und angrenzendes Verlandungsmoor este o arie protejată (sit de importanță comunitară — SCI) din Austria întinsă pe o suprafață de 65,95 ha, integral pe uscat.

## Localizare
Centrul sitului Offensee und angrenzendes Verlandungsmoor este situat la coordonatele 47°45′14″N 13°50′19″E / 47.754°N 13.8386°E.

## Înființare
Situl Offensee und angrenzendes Verlandungsmoor a fost declarat sit de importanță comunitară în decembrie 2015 pentru a proteja 1 specie de plante.

## Biodiversitate
Situată în ecoregiunea alpină, aria protejată conține 4 habitate naturale: Ape puternic oligomezotrofe cu vegetație bentonică cu Chara spp., Pajiști cu Molinia pe soluri calcaroase, turboase sau argilos-nămoloase (Molinion caeruleae), Mlaștini alcaline, Mlaștini împădurite.
La baza desemnării sitului se află o specie protejată de  plante: Hamatocaulis vernicosus.